# Lapidazione di santo Stefano
La Lapidazione di santo Stefano è un dipinto olio su tela (142x170 cm) di Vittore Carpaccio, firmato e datato 1520 e conservato nella Staatsgalerie di Stoccarda. Si tratta di uno dei cinque teleri (di cui uno perduto) eseguiti per la Scuola di Santo Stefano di Venezia.

## Storia
La confraternita era una delle Scuole minori di Venezia. Ampliata nel 1476 e accresciuta da un massiccio numero di adesioni dal 1506, fu decorata dal ciclo di teleri di Carpaccio, specialista del genere, che vi lavorò dal 1511 al 1520. 
Con la soppressione della confraternita nel 1806 tutte le decorazioni e gli arredi vennero venduti e dispersi; i teleri in particolare finirono, dopo vari passaggi, in più musei e uno di essi (Processo di santo Stefano) andò perduto. 
Si tratta di opere della fase discendente dell'artista, chiuso in sé stesso e fedele al suo attardato stile quattrocentesco, mentre la pittura veneziana veniva rivoluzionata da Giorgione e da altri artisti. La scena della Lapidazione in particolare venne eseguita per ultima dopo sei anni dalla precedente.

## Descrizione e stile
La scena è diversa dalle altre del ciclo per la realizzazione più tarda, che mostra ormai i caratteri della fase estrema dell'artista. I colori sono più cupi, con una minore aderenza alla razionalità prospettica in favore di una scena più caotica e fantastica. Su una serie di dune si affacciano degli esotici soldati, disposti a semicerchi, che raccolgono e scagliano pietre per martirizzare santo Stefano, inginocchiato a sinistra con paziente sopportazione nell'atto della preghiera. Una pietra gli ha appena colpito la testa, mentre nel cielo sopra di lui le nubi stanno dischiudendo un cerchio di luce, allusione alla ricompensa divina. A sinistra un gruppo di uomini e soldati si disinteressa all'azione e sono ritratti in varie pose, fino a quella dell'uomo sdraiato in primo piano. Sullo sfondo si vede un corteo di figurette che proviene dalla città di Gerusalemme, che non è più raffigurata per nitide architetture, ma come un magma indecifrabile di edifici visti a volo d'uccello, che rimanda alla tradizione tedesca piuttosto che italiana, forse appresa dalla circolazione delle stampe che proprio a Venezia aveva un florido sbocco nel Fondaco dei Tedeschi. Anche le montagne non richiamano ormai le dolci colline venete, ma ricordano piuttosto i pittoreschi paesaggi nordici. 
Il colorismo appare ormai di maniera, con velature ambrate, anche se è interessante rilevare il diverso brillio della luce che varia a seconda del filtro offerto dalle nubi che si frappongono al sole. 
La firma dell'artista si trova sul cartellino deposto a terra al centro.